# Hatidźe
„Hatidźe“ e първият дългосвирещ албум на сръбско-циганския изпълнител Мухарем Сербезовски. Издаден е през 1968 г. и включва 8 песни. Всички те са от традиционния ромски фолклор.

## Песни
1. Hatidźe
2. Život li je to
3. Dźemile
4. Živeti je lepa stvar
5. Şta ce mi bogatstvo
6. Esmeralda
7. Volim te, draga
8. Reći da me volis